# Prodosia
Prodosia é um filme de drama grego de 1964 dirigido e escrito por Kostas Manoussakis. Foi selecionado como representante da Grécia à edição do Oscar 1965, organizada pela Academia de Artes e Ciências Cinematográficas.

## Elenco
- Petros Fyssoun - Lieutenant Carl von Stein
- Manos Katrakis - Professor Viktor Kastriotis
- Dimitris Myrat - Dr. Heinrich Stockmann
- Elli Fotiou - Liza
- Zorz Sarri - Mrs. Kastrioti
- Dimitris Nikolaidis - Zakas
- Dora Volanaki
- Giorgos Bartis
- Ioanna Carrer
- G. Daskalopoulos
- Vangelis Kazan
- Spiros Maloussis
- Hristoforos Niakas
- Giorgos Oikonomou
- Dimitris Psarakis
- Panagiotis Traikos